# ドクター・ホワイト
『ドクター・ホワイト』は、樹林伸による日本のシリーズ小説。2015年11月2日にKADOKAWAから刊行され、のちに『ドクター・ホワイト 千里眼のカルテ』（ドクター・ホワイト せんりがんのカルテ）と改題されて、2019年8月23日に文庫化された。さらに続編となる『ドクター・ホワイト 神の診断』（ドクター・ホワイト かみのしんだん）が2019年11月21日に、『ドクター・ホワイト 心の臨床』（ドクター・ホワイト こころのりんしょう）が2021年12月21日発売に文庫判として刊行された。
2021年12月にCOMIC BRIDGEにて安東鵙作画によりコミカライズ化、2022年1月期に浜辺美波主演でテレビドラマ化された。

## あらすじ

### ドクター・ホワイト 千里眼のカルテ
早朝に井の頭公園をジョギングしていた狩岡将貴は、目の前で倒れた白衣を着た少女を高森麻理亜の勤務する高森総合病院に入院させる。少女は白夜と名乗り、将貴がヘリコバクター・ピロリに起因する慢性胃炎だと告げ、まるで医学書をそのまま読むように治療法を説明する。白夜は医学には異常に詳しい反面、病院や公園は初めて見たという。将貴は少女を親戚の雪村白夜として、妹の晴汝と二人暮らしの自宅に引き取る。手術困難な部位に脳動脈瘤がある晴汝が倒れた時、各医師は動脈瘤との関連を疑うが、白夜はピロリ菌感染による萎縮性胃炎と正しい診断を下す。高森巌院長は誤診を防ぐため、麻理亜をリーダーとする「診断協議チーム（DCT）」を立ち上げ、白夜も乞われて参加する。白夜は通院患者の村木が皮膚炎ではなくエコノミークラス症候群と診断し、DCTチームは患者の容体の急変に適切に対応する。
将貴は白夜の白衣にGPS機能をもつ通信端末が縫い込まれていることに気付き、友人である奥村刑事に調査を依頼し、白夜に該当する失踪者がいないこと、GPS発信機の契約者名が、4年前に失踪した麻理亜の兄の高森勇気であることを知り驚愕する。白夜は将貴に少しずつ心を開き、真っ白い窓のない建物で育ったと話す。高森病院に資本参加するJMAファンド代表の藤島の邸宅で、息子の誠がテントウムシと口にしたあと、意識を失い、階段からころげ落る。誠はなぜか腹部の痛みを強く訴え、さらに、痙攣を起こし、血圧も上昇する。白夜はある仮説を立て、藤島邸でテントウムシに長い足を付けたようなジュウサンボシゴケグモを採取する。白夜は毒蜘蛛を見せながら、これに刺されたと説明する。
モデルの日比野カンナが撮影中に錯乱し、昏倒する。目を覚ましたカンナは、水を飲もうとして痙攣を起こす。医師たちは薬物を疑うが、白夜はバリ島の画像からコウモリによる狂犬病と診断し、検査とミルウォーキー・プロトコルの開始を依頼する。末期がんで入院中の高森巌が麻酔を担当し、カンナは深い昏睡状態になる。7日目に麻酔薬の投与が止められると、カンナはゆっくりと瞼を開けようとする。将貴は早朝の井の頭公園で勇気に再会する。勇気は白夜の件を公表すれば、関係者は殺害されると警告し、「Rh null」と書いたメモを将貴に手渡す。

### ドクター・ホワイト 神の診断
IT企業を経営し、日本有数の資産家である海江田誠は、妻を娘の出産時に亡くす。ギフテッドである一人娘の朝絵は、13歳で大学進学を果たすものの、筋萎縮性側索硬化症（ALS）を発症し、声を失い、20年以上も生命維持装置により生き続けている。海江田は娘の人生を取り戻すため、とあるエージェントが提案する「犯罪的事業」に投資する。白夜は医大受験を目指しながら、診断協議に参加している。検査により白夜は「Rh null」であり、両親がどちらも「Rh null」である可能性が高いことが判明する。「Rh null」の日本人登録者の中にGKグループ総帥の海江田誠が含まれている。将貴は海江田を取材し、命が惜しくないのかと脅される。
高森病院で妊娠確認された妊婦のカンナの胎児が消えてしまう。白夜は子宮外妊娠を疑い、画像診断と触診から、卵巣妊娠と逆側の卵巣にがんがあると診断する。カンナの夫の滝は両卵巣の切除と抗がん剤の使用を訴えるが、白夜はカンナが子どもを産みたいと願っていることから抗がん剤治療の問題点を指摘し、統合治療と妊娠継続を提案する。滝が激痛発作に襲われ、白夜は感染性の腹部大動脈瘤の破裂と診断する。白夜に呼ばれ勇気が現れ、白夜の術式判断により勇気は腹腔内を手探りで大動脈を探し当て、人工血管に置換する難手術を成功させる。カンナにステージ4の大腸がんが見つかり、それが卵巣に転移したことが判明する。白夜は新しい組み合わせの統合治療を提案する。カンナは片側の卵巣を摘出する腹腔鏡手術を受け、抗がん剤は使用せず、胎児も順調に育っている。
晴汝が強い頭痛を訴え、脳動脈瘤からの出血は止まっているが、二次出血は避けられないと診断される。白夜は新しいCT画像を見ながらステントを併用したコイル塞栓術が適用できると提案する。将貴は勇気の安全を担保するため、一計を案じ、朝絵の病室の前で海江田を白夜に引き合わせる。海江田は、朝絵に青春の時間を取り戻してやれるなら、悪魔に魂を売ることも厭わなかったと話す。海江田は白夜に謝罪し、病室に入った将貴は白夜が朝絵のクローンであることを確信する。勇気の安全は担保され、晴汝の手術は成功する。白夜は自分がクローンであり、誰かの献体になることも知っており、白い施設で生きがいとして医学を選び、他の実験体の病状を診断してきたと話す。埼玉県の山間地の研究施設に捜査の手が入る。白夜は現地に赴き建物を確認するが、内部はもぬけの殻となっている。

### ドクター・ホワイト 心の臨床
白夜は港医科大学の5年生となり、実習生として4年ぶりに高森総合病院のDCTチームに参加する。海江田朝絵は熱海の別荘を改造した専用の病室に移っている。将貴と白夜はしばしば朝絵を訪問し歓迎される。朝絵はまぶたの動きと電子ツールで意思疎通ができる。白夜はお土に持参した熱海プリンの小さな欠片を朝絵に食べさせてあげる。しかし、将貴は誠から「朝絵は尊厳死を望んでいる」と聞かされる。
安岡美保は、ホームレスの野上にバーテンダーの仕事と部屋を与え、酒を飲ませ、二日酔い防止のためと称して大量の錠剤を飲むように指示する。急性アルコール中毒で救急搬送された野上の容体が急変し、当直医は鎮痛剤のアセトアミノフェンを処方するが、白夜はアセトアミノフェン中毒による薬剤性肝障害だと指摘し、すぐに解毒薬が投与される。港医科大学の槇村の話から、高森総合病院長の里中が港医科大学時代に投薬過多により70代の女性患者が死亡する医療事故が起きていたことが判明する。事故の概要説明から、白夜は高マグネシウム血症と診断する。槇村は白夜の診断能力を高く評価しつつも、臨床医は患者の心に寄り添うことが必要だと諭す。それは、社会生活6年目の白夜にとっては荷の重い課題である。
野上は薬剤過剰摂取について否定するが、白夜との会話が進むようになる。里中院長の実習変更提案に対し、白夜は総合診療医を目指すのでDCTに残ると宣言する。DCTミーティングで将貴は港医科大学における医療事故について説明し、白夜は野上のケースも故意に起こされた可能性を指摘する。関係者から次々と情報が入り、安岡が野上に1億円の保険を掛けていること、高マグネシウム血症で死亡した高齢女性に対して会社は1億円の保険を掛けていたこと、安岡美保の通話履歴から3年前に朝絵の検査をやり直した水樹医師の名前が出てきたこと、高マグネシウム血症医療事故の投薬指示医師が水樹であったことが明らかになる。
白夜は、朝絵が舌を動かしてプリンを食べられることから里中の下したALSの診断に疑念をもち、27年前の朝絵のMRI画像を分析し、ようやく病態にたどり着く。そのとき、野上の容体が急変し水樹の執刀で急性硬膜下血腫の緊急手術となる。白夜は、安岡の差し入れにより野上がワーファリンとマンゴーを同時摂取していることから血液凝固を抑制する危険性に気付く。白夜は手術室に入り、イヤホンを通じて仙道先生の指示を受けていると説明し、見学室では将貴がビデオを回している。白夜は、逐一指示を出し、止血の確認を巡り水樹が切れたところに仙道医師が現れ後を引き継ぐ。
白夜は3年前の朝絵のMRIデータを送ってもらう。白夜は将貴とともに院長室に入り、27年前の誤診を3年前に水樹医師に指摘されたはずだとモニターのMRI画像を見せながら切り出す。白夜の診断は「キアリ奇形1型」であり、手術で劇的に改善する可能性があるのに患者を見殺しにするような里中の保身を厳しく問い質す。里中は謝罪し、水樹の件で警察に協力することを約束する。朝絵は高森総合病院に搬送され、最高のスタッフの協力で高森勇気が執刀する。朝絵は話すことができるようになり、歩行器を使って歩く訓練も始めている。白夜は熱海プリンをお土産に朝絵を見舞い、朝絵はプリンを自分で開けてスプーンで口に運ぶ。

## 登場人物
雪村白夜（ゆきむら びゃくや）
早朝の井之頭公園で将貴に発見される。極めて鋭敏な臭覚をもち、ベテラン医師も顔負けの医学知識、的確な診断能力をもっている反面、感情表現は希薄であり、社会的経験もほとんどないように見える。自分の素性は明かさず、白夜と名乗る。将貴の家に引き取られ、次第に将貴にこころを開いてゆき、人間らしい感情も取り戻していく。
狩岡将貴（かりおか まさき）
東都新聞社に勤務する編集者。両親は亡くなっており、吉祥寺の古い実家で妹の晴汝と二人暮らしをしている。白夜の後見人となり、親戚の雪村白夜として引き取る。雪村は母親の旧姓。勇気のメモから白夜の秘密に迫っていく。
狩岡晴汝（かりおか はるな）
将貴の妹。看護大学生。手術困難な部位に脳動脈瘤があり、休学中。
高森麻里亜（たかもり まりあ）
高森総合病院の内科医師。将貴とは中学時代からの知り合い。
高森勇気（たかもり ゆうき）
高森総合病院に勤務していた天才的な外科医で麻里亜の兄。4年前に失踪する。
高森巌（たかもり いわお）
高森総合病院の院長で麻酔科医。勇気と麻理亜の父。末期の胃がんを患っており、麻理亜をリーダーとする診断協議チーム（DCT）を立ち上げる。
西島耕助（にしじま こうすけ）
高森総合病院の精神科医でDCTチームメンバー。
仙道直樹（せんどう なおき）
高森総合病院の脳神経外科医でDCTチームメンバー。
夏樹拓美（なつき たくみ）
高森総合病院の皮膚科医でDCTチームメンバー。
真壁仁（まかべ ひとし）
高森総合病院の副院長で外科医、DCTチームメンバー。JMAファンド側と内通している。
奥村淳平（おくむら じゅんぺい）
刑事、狩岡将貴と高森麻里亜とは大学の頃からの友人。
海江田誠（かいえだ まこと）
GKグループ総帥で日本有数の資産家。20年前に難病の娘のため、エージェントに30億円を支払う。
海江田朝絵（かいえだ ともえ）
誠の娘、13歳で大学入学を果たすギフテッド。成人前にALSを発症し、生命維持装置で生きている。
藤島大器（ふじしま だいき）
GKグループの医療事業ファンドJMA代表。経営状態の悪い高森総合病院に資本参加を目論んでいる。
里中堅蔵（さとなか　けんぞう）
港医科大学病院副院長から高森総合病院の院長となる。ALSの権威。
水樹冬星（みずき　とうせい）
里中が招聘した高森総合病院の副院長。脳外科から内科に転進。

## 書誌情報
- 樹林伸『ドクター・ホワイト』シリーズ、KADOKAWA
  - 『ドクター・ホワイト』、2015年11月2日発売[6]、ISBN 978-4-04-103463-7（単行本）
  - 『ドクター・ホワイト 千里眼のカルテ』、2019年8月23日発売[7]、ISBN 978-4-04-108157-0（文庫本）
  - 『ドクター・ホワイト 神の診断』、2019年11月21日発売[8]、ISBN 978-4-04-108161-7（文庫本）
  - 『ドクター・ホワイト 心の臨床』、2021年12月21日発売[9]、ISBN 978-4-04-111785-9（文庫本）
- 樹林伸（原作）、安東鵙（漫画） 『ドクター・ホワイト』、KADOKAWA〈BRIDGE COMICS〉、既刊2巻（2023年8月8日現在）
  1. 2022年1月31日発売[10]、ISBN 978-4-04-681014-4
  2. 2023年8月8日発売[11]、ISBN 978-4-04-681509-5

## テレビドラマ
『ドクターホワイト』と題して、2022年1月17日より3月21日まで関西テレビ（カンテレ）と共同テレビ（共テレ）の制作により、フジテレビ系列の「月曜夜10時枠の連続ドラマ」枠で放送。主演はフジテレビ系連続ドラマ初主演となる浜辺美波。
最終回翌週となる3月28日22:15 - 23:09に特別編が放送された。
なお、原作から総合診断協議チームの別名がDCTからCDTに変更されている。

### あらすじ（テレビドラマ）
医療ジャーナリストである狩岡将貴は、ある朝、公園で倒れている女性を見つける。
狩岡の幼馴染の内科医・高森麻里亜に助けを求め病院へ運び込んだのち、目を覚ました女性は「白夜」と名乗る。
謎の女性・白夜はまるで医者であるかのように、病気の原因を言い当てたり、搬送患者の診断を「それ、誤診です」と指摘したりする。しかし、異常と言えるほどの医学的知識とは対照的にそれ以外のほぼ一切の記憶、一般常識までもを失っている。
正体のわからぬ白夜は、ひとまず将貴と妹・晴汝の暮らす家に歓迎される。
将貴は、友人で刑事である奥村淳平に白夜の素性を調べてくれるよう頼む。その一方、白夜は麻里亜の父・巌が院長を務める高森総合病院で、優れた医学知識と診断力を活かし、患者の命を救っていく。
白夜に秘められた過去が次第に明らかとなっていく。

### キャスト
雪村白夜（ゆきむら びゃくや）
演 - 浜辺美波（幼少期：秋本月椛）
早朝の公園で発見された謎の女性。社会一般常識には欠けるが、異常なまでの医学知識を持つ。
雪村という苗字の由来は、狩岡将貴の母親の旧姓。
狩岡将貴（かりおか まさき）
演 - 柄本佑
「月刊メディカルサーチ」記者。総合診断協議チーム（CDT）に取材を兼ね参加している。
高森麻里亜（たかもり まりあ）
演 - 瀧本美織
高森総合病院の内科医で高森巌院長の娘。総合診断協議チーム（CDT）リーダー。
狩岡晴汝（かりおか はるな）
演 - 岡崎紗絵
狩岡将貴の妹。脳動脈瘤を患っている。
西島耕助（にしじま こうすけ）
演 - 片桐仁
高森総合病院の精神科医。恐妻家であり、妻に頭が上がらない。第3話で総合診断協議チーム（CDT）の医師となり、精神科と兼任することとなった。一応医師ではあるが、白衣は滅多に着ない。
心を専門とする精神科医故に、CDTのメンバーの中では、奇想天外な言動が多い白夜への接し方に最も手慣れている。
仙道直樹（せんどう なおき）
演 - 高橋努
高森総合病院の脳神経外科医。第4話からは、第3話で診断会議に協力した総合診断協議チーム（CDT）の医師となり、脳神経外科と兼任することとなった。
佐久間新平（さくま しんぺい）
演 - 高橋文哉
高森総合病院の総合診断協議チーム（CDT）・研修医。CDTの研修医になる前は、皮膚科の研修医として患者の診察を担当していた。第4話では外科の研修を受ける。
夏樹拓実（なつき たくみ）
演 - 勝地涼（第2話 - ）
高森総合病院の皮膚科医。外科や内科の専門知識もあり、外科手術の経験もある。第3話で総合診断協議チーム（CDT）の医師となり、皮膚科と兼任することとなった。下戸であるため酒が全く飲めず、そのため合コンの際にも酒は一切飲まずジンジャーエールを飲んでいた。
奥村淳平（おくむら じゅんぺい）
演 - 宮田俊哉（Kis-My-Ft2）
捜査二課・刑事。狩岡将貴と高森麻里亜が中学のころからの友人。
高森勇気（たかもり ゆうき）
演 - 毎熊克哉
高森麻里亜の兄で、高森巌院長の息子。かつて高森総合病院の外科医を務め、将来は父の後を継いで当院の院長になろうとしていたが、数年前に失踪している。
真壁仁（まかべ ひとし）
演 - 小手伸也
高森総合病院の外科部長。とても腕の良いしっかりした医者であり、院長の座を狙っている程である。高森巌の死後、その後任として院長に就任する。
牧田真一（まきた しんいち）
演 - 七瀬公
高森総合病院の外科医。
高森巌（たかもり いわお）
演 - 石坂浩二
高森総合病院院長で、高森勇気と高森麻里亜の父。スキルス胃がんを患っており、最終回で死去した。自身の死後は外科部長の真壁が院長に就任した。
三田村英樹
演 - 西ノ園達大
「月刊メディカルサーチ」編集部。
海江田国男
演 - 石橋凌（第4話 - ）
実業家。ミレニアム通信代表取締役会長。全国医療連盟理事。真壁と偶然バーで出会う。

### ゲスト

#### 第1話
山野辺信吾（やまのべ しんご）
演 - 小杉幸彦
救急搬送された患者。
霧島教授
演 - 緒方賢一
がんゲノム医療を研究している。

#### 第2話
村木健哉
演 - 石田佳央
建築コンサルタント会社社長。足の腫れを細菌感染と診断される。
香織
演 - 工藤美桜
村木健哉の秘書。
綾花
演 - 中島亜梨沙
村木健哉の婚約者。
豊崎健一
演 - 森岡豊（第8話）
厚労省役人。

#### 第3話
沙月
演 - 堀未央奈
小児科医。
小児科ナース
演 - 青島心、森南波
岡本優馬
演 - 森島律斗
小児科に検査入院する患者。
岡本絵美里
演 - 野波麻帆
優馬の母。
岡本健司
演 - 吉田朋弘
岡本優馬の父（故人）。
田辺美和子を名乗る女性
演 - 原扶貴子（第4話）
たんぽぽの園 児童指導員の名刺を持って白夜を連れ戻しに来たが、実在しない人間だった。
吉崎
演 - 井上尚（第4話）
久我山署刑事。白夜の連れ戻しに失敗した当日に退職。

#### 第4話
鳥羽泰三
演 - 橋爪淳
佐久間の高校時代の恩師。肝臓血管腫と診断される。
鮎川琴美
演 - 三島あよな
鳥羽泰三が指導する合唱部部長。
山田
演 - 田村飛呂人
同合唱部部員。

#### 第5話
日比谷カンナ
演 - 水崎綾女
撮影中に突如錯乱状態に陥り、失神したグラビアアイドル。
藤島大器
演 - 安井順平（第6話）
医療分野に特化した経営コンサルグループ、ジャパンメディカルアドバイザーズ（JMA）代表。
不破実貴子
演 - 罍陽子
JMA医療スタッフ。
滝隆太郎
演 - 大村わたる
日比谷カンナの写真集の編集担当。
留奈
演 - 新原ミナミ
カンナのマネージャー。
加賀美拓也
演 - 加藤啓
業界で権力を持つカメラマン。写真集の撮影で日比谷カンナを連れまわす。

#### 第6話
藤島誠
演 - 青木凰
藤島大器の息子。階段から転落し意識を失う。
神足学人
演 - 朝井大智
JMAがエージェント契約を結んだ心臓外科医。昔の同僚である夏樹をJMAに誘う。
倉田
演 - 田中康寛
JMAがエージェント契約を結んだ総合内科医。

#### 第7話
伊勢崎隼人
演 - 時任勇気
投資会社のCEO。高森麻里亜の元彼。
向井
演 - 政修二郎
西東京医療研究所副所長。高森勇気の直属の上司だった人物。

#### 第8話
東堂絵馬 (とうどう えま)
演 - 華優希
産婦人科医。妊婦の子宮内にいた胎児が、突然消えたとCDTに相談を持ち掛ける。
大場藍子
演 - 皆本麻帆
妊婦。卵巣がんと卵巣妊娠を併発している。
大場太一
演 - 古谷佳也
大場藍子の夫。

#### 第9話
水橋
演 - 尾崎右宗（最終話）
警視庁捜査二課刑事。高森勇気を追っている。
古川
演 - 松嶋健太（最終話）
警視庁捜査二課刑事。

#### 最終話
沢木朝絵（さわき ともえ）
演 - 浜辺美波（二役）
海江田の娘。難病を患っている。

### スタッフ
- 原作 - 樹林伸『ドクター・ホワイト 千里眼のカルテ』『ドクター・ホワイト 神の診断』（角川文庫（KADOKAWA）刊）
- 脚本 - 小峯裕之
- 音楽 - 福廣秀一朗
- 主題歌 - Ado「心という名の不可解」（ユニバーサルミュージック / Virgin Music）

作詞・作曲・編曲 - まふまふ
- 医療監修 - 田村浩一（東京逓信病院）、大久保敏之（東京逓信病院）、寺下勇祐（東京逓信病院 寺下医学事務所）
- リーガルアドバイザー - 芦原愛一郎
- オープニング協力 - 田中雅文、澤本崇
- オープニングタイトル絵師 - 0楼
- プロデューサー - 河西秀幸、小林宙
- 演出 - 城宝秀則、河野圭太、北坊信一
- 制作 - カンテレ、共テレ[注釈 2]

### 放送日程
| 話数                                                                        | 放送日  | サブタイトル                                               | 演出     | 診断結果               | 視聴率 |
| --------------------------------------------------------------------------- | ------- | ---------------------------------------------------------- | -------- | ---------------------- | ------ |
| 第1話                                                                       | 1月17日 | 誤診です! 謎の女性が天才的診断で命を救う医療ミステリー開幕 | 城宝秀則 | ビタミンB12欠乏症      | 11.4%  |
| 第2話                                                                       | 1月24日 | 細菌感染!? 命を蝕む隠れた大病を暴け!                       | 城宝秀則 | エコノミークラス症候群 | 10.1%  |
| 第3話                                                                       | 1月31日 | 子供に潜む病魔の謎 確定診断で命を救え                      | 河野圭太 | ウィルムス腫瘍         | 10.4%  |
| 第4話                                                                       | 2月07日 | 研修医の恩師に余命 絶対諦めないチーム                      | 北坊信一 | 頭皮腫瘍               | 07.5%  |
| 第5話                                                                       | 2月14日 | 悪魔の仕業!? 謎の病 AI診断対決で救え                       | 城宝秀則 | 狂犬病                 | 08.1%  |
| 第6話                                                                       | 2月21日 | 生死を分ける謎の腹痛 チーム最大の試練!                     | 河野圭太 | クモ咬傷               | 08.4%  |
| 第7話                                                                       | 2月28日 | 恋敵を襲う重病とは 遂に迫る白夜の正体                      | 北坊信一 | クリプトコッカス症     | 07.8%  |
| 第8話                                                                       | 3月07日 | 突然胎児が消えた!? 命をつなぐ希望の涙                      | 城宝秀則 | 卵巣癌                 | 08.1%  |
| 第9話                                                                       | 3月14日 | 最終章! 過酷な運命から大切な人を守れ                       | 河野圭太 | 脳動脈瘤               | 08.4%  |
| 最終話                                                                      | 3月21日 | 最終回 さよなら白夜… 正体の全貌がついに 涙の宿命           | 北坊信一 | -                      | 08.7%  |
| 平均視聴率 8.9%（視聴率はビデオリサーチ調べ、関東地区・世帯・リアルタイム） |         |                                                            |          |                        |        |

特別編
| 話数   | 放送日  | サブタイトル                                       | 演出     | 診断結果                 | 視聴率 |
| ------ | ------- | -------------------------------------------------- | -------- | ------------------------ | ------ |
| 特別編 | 3月28日 | 最終話の後… 愛と笑いの受験前夜! 試験も恋も大逆転!? | 城宝秀則 | 帯状疱疹による肋間神経痛 | 7.6％  |

- 初回は22時 - 23時09分の15分拡大放送。
- 特別編は直前の『ミステリと言う勿れ』が15分拡大して放送されたのに伴い22時15分‐23時09分と15分繰り下げて放送された。

| カンテレ制作・フジテレビ系列 月曜夜10時枠の連続ドラマ | カンテレ制作・フジテレビ系列 月曜夜10時枠の連続ドラマ | カンテレ制作・フジテレビ系列 月曜夜10時枠の連続ドラマ         |
| 前番組                                                | 番組名                                                | 次番組                                                        |
| ----------------------------------------------------- | ----------------------------------------------------- | ------------------------------------------------------------- |
| アバランチ （2021年10月18日 - 12月20日）              | ドクターホワイト （2022年1月17日 - 3月21日）          | 恋なんて、本気でやってどうするの? （2022年4月18日 - 6月20日） |